# Rosler Skerry
Die Rosler Skerry ist eine Insel vor der Küste des ostantarktischen Kemplands. Sie ist die westlichste der Rigel Skerries im Archipel Øygarden.
Das Antarctic Names Committee of Australia benannte sie 1976 nach Horst J. Rosler, Elektroinstallateur und -mechaniker auf der Mawson-Station in den Jahren 1971 und 1975, der überdies 1975 zur Hundeschlittenmannschaft gehört hatte, die auf den Rigel Skerries kampiert hatte.